# Aumühle (Hilpoltstein)
Aumühle ist ein Gemeindeteil der Stadt Hilpoltstein im Landkreis Roth (Mittelfranken, Bayern). Aumühle liegt in der Gemarkung Hilpoltstein.

## Lage
Die Mühle lag „an der kleinen Röden“ nordöstlich des Ortskerns von Hilpoltstein. Nördlich des Gemeindeteils führt die Staatsstraße 2220 vorbei, die vom Gemeindesitz aus in Richtung Freystadt geht. Von ihr zweigt die Auhofer Straße ab, die zum Gemeindeteil Aumühle führt. Parallel zur Freystädter Straße gibt es die Lohbachstraße, die zur Auhofer Straße und damit ebenfalls zur Aumühle geht.

## Geschichte
Die Mühle gehörte 1505 zum neu gebildeten Territorium Pfalz-Neuburg und dort zum Pfleg- und Kastenamt Hilpoltstein. Der hoch verschuldete Pfalzgraf Ottheinrich verpfändete unter anderem dieses Amt und damit auch die Mühle 1542 für 36 Jahre an die freie Reichsstadt Nürnberg. Diese ließ 1544 ein Salbuch über Stadt und Land Hilpoltstein anlegen, das für Altenhofen neben der „Lochmühl“ die „Ober-“ und die „Unter-Mühl“ nennt; mit einer dieser beiden Mühlen war wohl die Aumühle gemeint. Denn 1604 ist die „Aumuhl“ neben dem bei der Mühle abgegangenen Schafhof in einer Beschreibung des Pflegamtes Hilpoltstein aufgeführt; sie war zu dieser Zeit nach Heuberg gepfarrt.
Bis zum Ende des Alten Reiches gehörte die Mühle mit Altenhofen grundherrlich zum pfalz-neuburgischen, zuletzt kurbayerischen Rentamt Hilpoltstein. Die hohe Gerichtsbarkeit übte der Pfleger zur Hilpoltstein aus.
Im Königreich Bayern (1806) wurde der Steuerdistrikt Heuberg gebildet. Nach der Gemeindebildung gehörte 1820 der Gemeinde Heuberg auch die Einöde Aumühle an.
Im 19. Jahrhundert wurde die Mühle auch als „Gittermühle“ bezeichnet. Sie besaß um 1830 einen Mahlgang. Über den Viehbestand der Einöde Aumühle gibt ein amtliches Verzeichnis von 1875 Aufschluss; der Müller, gleichzeitig Ökonom, hatte ein Pferd und drei Stück Rindvieh.
Im Zuge der Gebietsreform in Bayern ließ sich die Gemeinde Heuberg und damit die Aumühle am 1. Januar 1972 nach Hilpoltstein eingemeinden.
Die amtlichen Ortsverzeichnisse von 1970 und 1987 weisen den Gemeindeteil als „unbewohnt“ aus. Das Mühlenareal wird heute als Gewerbegebiet der Stadt Hilpoltstein genutzt.

## Einwohnerentwicklung
- 1818: 7 (1 „Feuerstelle“ = Herdstelle; 2 Familien)[13]
- 1831: 6[14]
- 1835: 5 (1 Haus)[10]
- 1871: 4 (3 Gebäude)[11]
- 1900: 4 (1 Wohngebäude)[15]
- 1937: 6 Protestanten[16]
- 1950: 8 (1 Wohngebäude)[17]
- 1961: 7 (1 Wohngebäude)[18]
- 1970: „Unbewohnt“[19]
- 1987: „Unbewohnt“[20]